# ジェイアールバス東北古川営業所

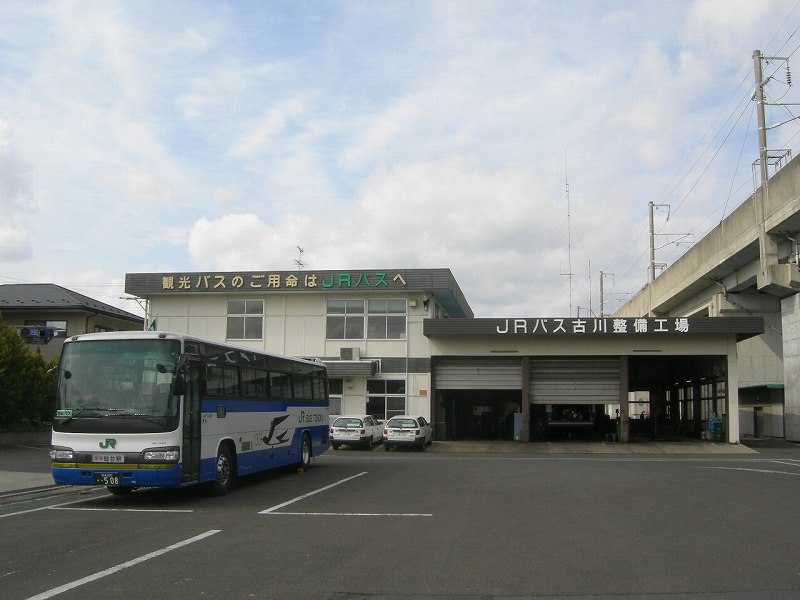
JRバス東北古川営業所

ジェイアールバス東北古川営業所（ジェイアールバスとうほくふるかわえいぎょうしょ）は、かつて宮城県大崎市にあったJRバス東北の営業所である。

## 所在地
宮城県大崎市古川幸町二丁目1－3

## 沿革
- 1942年（昭和17年）6月20日 - 仙台鉄道局古川自動車区、築館派出所開設。古川線一ノ関 - 吉岡間、椚崎 - 有壁間、築館町 - 築館間、古川十日町 - 陸前古川（現・古川駅）間開業。
- 1950年（昭和25年）4月1日 - 古川自動車営業所に改称。
- 1951年（昭和26年）12月20日 - 古川線吉岡 - 仙台間開業。
- 1953年（昭和28年）3月1日 - 古川線築館町 - 築館間廃止。
- 1954年（昭和29年）12月10日 - 古川線築館町 - 石越間（のち石越線）、陸前高清水 - 瀬峰間（のち瀬峰線）、陸前三本木 - 陸前高倉間開業。
- 1955年（昭和30年）9月2日 - 古川線金成 - 若柳仲町間（のち金成線）開業。
- 1962年（昭和37年）12月20日 - 築館派出所を古川自動車営業所築館支所に昇格。
- 1968年（昭和43年）8月1日 - 古川本線陸前三本木 - 陸前高倉間、瀬峰線廃止（宮城中央バスとの路線調整）。
- 1972年（昭和47年）
  - 10月24日 - 古川本線吉岡上町 - 吉岡町間廃止。
  - 12月15日 - 金成線廃止。
- 1982年（昭和57年）5月1日 - 古川自動車営業所管内完全ワンマン化。
- 1984年（昭和59年）2月16日 - 石越線築館町 - 石越間休止。
- 1987年（昭和62年）4月1日 - 東日本旅客鉄道発足、東日本旅客鉄道東北自動車部古川自動車営業所に改組。
- 1988年（昭和63年）4月1日 - ジェイアールバス東北営業開始、ジェイアールバス東北古川営業所に改組。
- 1990年（平成2年）3月10日 - 石越線（築館町 - くりこま高原駅間）復活。
- 1994年（平成6年）4月1日 - 石越線廃止。
- 1999年（平成11年）
  - 3月31日 - 古川本線宮野町尻 - 一ノ関間が廃止。
  - 7月27日 - 高速バス仙台 - 古川線運行開始[1]。
- 2000年（平成12年）12月1日 - 古川線吉岡 - 仙台間廃止。
- 2004年（平成16年）3月31日 - 古川線古川 - 吉岡間廃止。
- 2005年（平成17年）
  - 3月31日 - 古川本線古川 - 築館町 - 栗原中央病院間廃止により、古川線全線が廃止となる。
  - 4月15日 - 高速バス古川 - 東京線「ドリームササニシキ」（当時）開業。
- 2020年（令和2年）9月30日 - この日の営業をもって廃止。業務は仙台支店に移管[2]。

## 営業所廃止時点での所管路線

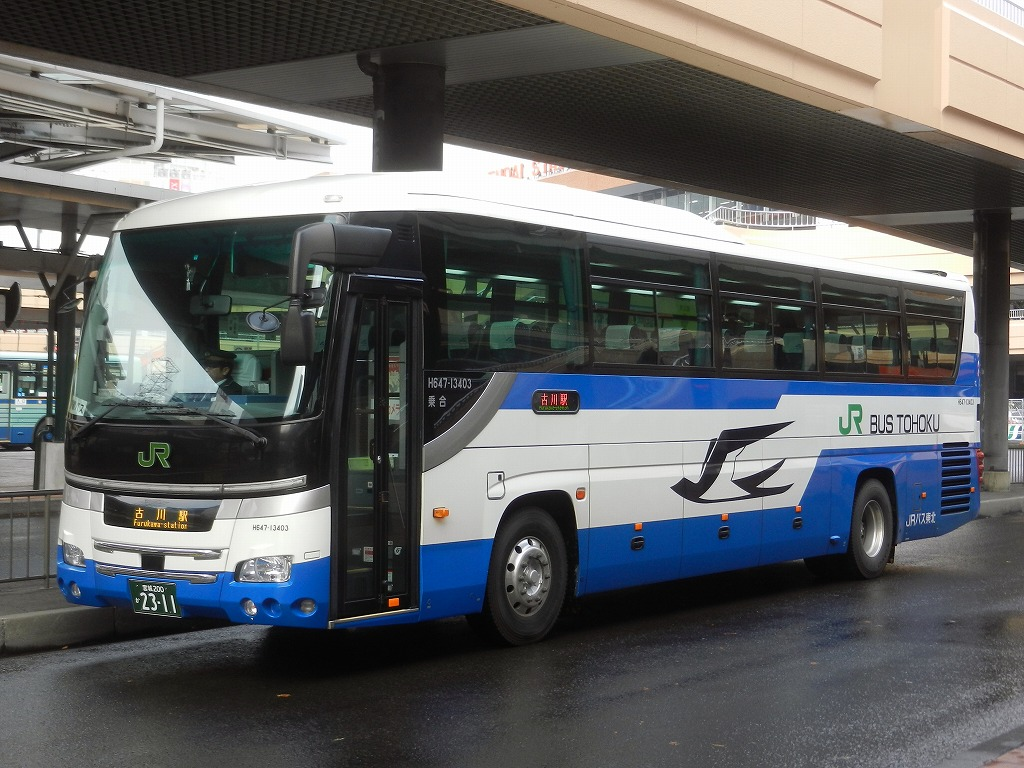
高速バス「仙台 - 古川線」に運用される古川営業所所属車両

### 仙台 - 古川線
古川営業所が主管だが盛岡支店、秋田支店、青森支店（秋田支店、青森支店は乗務員のみ担当で、車両は仙台支店・古川営業所所属）も担当する。詳細はジェイアールバス東北#仙台 - 古川線を参照。

### 仙台 - 首都圏線
古川仙台・東京系統（夜行便、旧・「ドリームササニシキ号」）を担当。詳細は仙台 - 首都圏線を参照。 

### 廃止路線
- 古川線
  - 仙台 - 吉岡 - 陸前三本木 - 古川 - 陸前高清水 - 築館町 - 沢辺 - 一ノ関
  - 仙台 - （東北自動車道経由） - 築館町 - 沢辺 - 一ノ関 （現在は東日本急行の単独運行 ※仙台 - 金成線を参照）
- 石越線
  - 築館町 - くりこま高原駅